# Aterrorizado
Aterrorizado (Spooked) es el segundo episodio de la única temporada de la serie de televisión Fear Itself. Dirigido por Brad Anderson y escrita por Mick Garris y Matt Venne. 

## Trama
Trata sobre un policía que ha perdido su placa y jubilación tras cometer un último acto sádico, conocido por usar la crueldad y vejar a los que detenía, su particular forma de conseguir confesiones a base de causar dolor es lo que al final le lleva a ser despedido. 
Ocupa sus posteriores días siendo detective privado, casos rutinarios sobre infidelidades; en los que no duda en extorsionar a sus clientes para recibir el doble de prima. Pero, en una de sus investigaciones, se queda encerrado en una casa embrujada... es entonces cuando llega a ser acosado y aterrorizado por fantasmas de su cruel pasado.

## Elenco
- Eric Roberts como Harry Siegal/Harry Bender
- Cynthia Watros como Meredith Kane
- Jack Noseworthy como Rory
- Larry Gilliard Jr. como James
- Liam James como Harry Joven
- Jake Church como Max
- Tom Edwards como Padre de Harry
- Matthew Kloster
- Pete Seadon como Policía
- Blake Dickson
- Liana Shannon como Clienta de Harry
- Brendan Prost
- Robert Feagan
- Melissa Milley
- Brad Kelly

- Datos: Q7579094